# Doubrava
Pour les articles homonymes, voir Doubrava (Elbe) et Jaroslav Doubrava.
Doubrava (en polonais : Dąbrowa ; en allemand : Dombrau) est une commune du district de Karviná, dans la région de Moravie-Silésie, en République tchèque. Sa population s'élevait à 1 201 habitants en 2021.

## Géographie
Doubrava se trouve à 5 km à l'ouest du centre de Karviná, à 17 km à l'est-nord-est d'Ostrava et à 291 km à l'est de Prague.
La commune est limitée par Dětmarovice au nord, par Karviná à l'est et au sud, et par Orlová à l'ouest.

## Histoire
La première mention écrite de la localité date de 1305.

## Transports
Par la route, Doubrava se trouve à 6 km de Karviná, à 18 km d'Ostrava et à 370 km de Prague.